# Ellison's Orange (manzana)
Ellison's Orange es una  variedad cultivar de manzano (Malus domestica). 
Un híbrido del cruce de Cox's Orange Pippin x Calville Blanc d'Hiver. Criado por el Rev. C.C. Ellison en Bracebridge y el Sr. Wipf, jardinero en "Hartsholme Hall", Lincolnshire Inglaterra. Variedad descrita por primera vez en 1904. Fue introducido en los circuitos comerciales por los viveristas "Pennells Nurseries, Lincs", en 1911. Recibió el Premio al Mérito en 1911 y el Certificado de Primera Clase en 1917 de la Royal Horticultural Society. Las frutas tienen una pulpa suave y jugosa con un rico y fuerte sabor a anís.

## Sinonimia
- "Ellison",
- "Ellison's Orange Pippin".

## Historia
'Ellison's Orange' es una variedad de manzana, híbrido del cruce de Cox's Orange Pippin x Calville Blanc d'Hiver. Desarrollado y criado a partir de 'Cox's Orange Pippin' mediante una polinización por la variedad 'Calville blanc (Mayenne)'.  Criado por el Rev. C.C. Ellison en Bracebridge y su cuñado el Sr. Wipf, jardinero en "Hartsholme Hall", Lincolnshire, Inglaterra, (Reino Unido) a finales del siglo XIX. Variedad descrita por primera vez en 1904. Fue introducido en los circuitos comerciales por los viveristas "Pennells Nurseries, Lincs", en 1911. Recibió el Premio al Mérito en 1911 y el Certificado de Primera Clase en 1917 de la Royal Horticultural Society.
'Ellison's Orange' está cultivada en diversos bancos de germoplasma de cultivos vivos tales como en National Fruit Collection (Colección Nacional de Fruta) de Reino Unido con el número de accesión: 1982-046 y Nombre Accesión : Ellison's Orange (McCarroll).

## Características

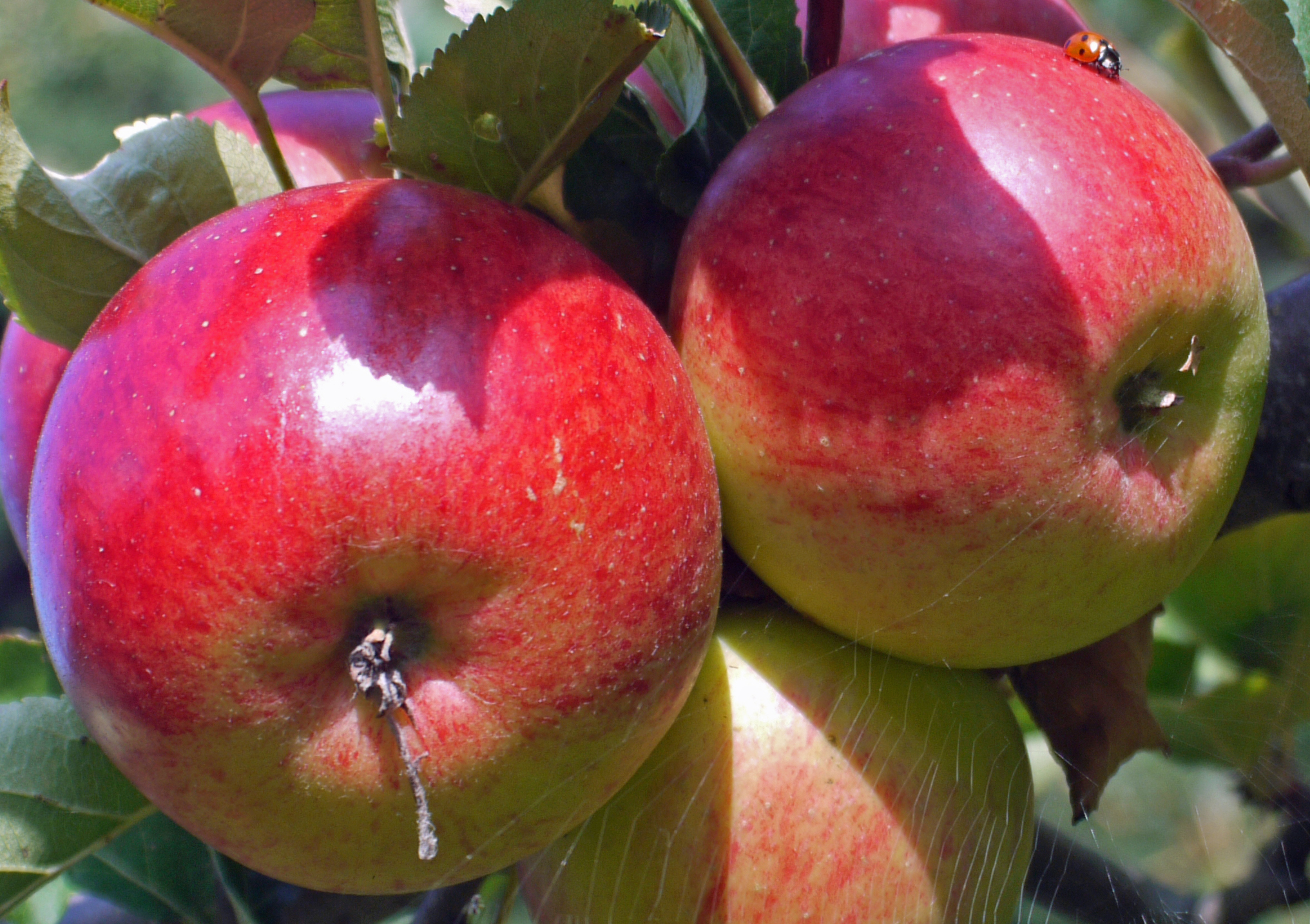
La manzana 'Ellison's Orange' en el árbol.

'Ellison's Orange' árbol de extensión erguida, de vigor moderadamente vigoroso, portador de espuela. Tiene un tiempo de floración que comienza a partir del 8 de mayo con el 10% de floración, para el 13 de mayo tiene una floración completa (80%), y para el 21 de mayo tiene un 90% caída de pétalos. Presenta vecería. Necesita un suelo seco y bien drenado, pero le irá bien en las raíces enanas en cultivo en una maceta. Resistente y prospera en suelos secos, aguanta heladas tardías. Evite plantar en suelos húmedos para reducir la exposición al cancro.
'Ellison's Orange' tiene una talla de fruto medio; forma globosa cónica; con nervaduras ausentes; epidermis con color de fondo es amarillo verdosa, con un sobre color de rojo, importancia del sobre color medio-alto, y patrón del sobre color chapa / rayas presentando la piel toques anaranjados y un patrón denso de franjas irregulares de color carmesí sobre las cuales hay manchas de color rojizo, normalmente grasosa, habitualmente hay "russeting" (pardeamiento áspero superficial que presentan algunas variedades) bajo; cáliz mediano y bien cerrado, asentado en cuenca profunda y moderadamente estrecha; pedúnculo delgado y largo, colocado en una cavidad poco profunda, moderadamente profunda y finamente cubierta de "russeting"; carne es de color amarillento ligeramente verde, de grano fino, tierna y fundida. Sabor jugoso, dulce, rico y fragante con notas de anís. Se ablandará si se deja madurar demasiado tiempo.
Su tiempo de recogida de cosecha se inicia a mediados de septiembre. Se mantiene bien durante un mes.

## Progenie
'Ellison's Orange' es el Parental-Madre de nuevas variedades de manzana:
- Merton Beauty

'Ellison's Orange' es el Parental-Padre de nuevas variedades de manzana:
- Lynn's Pippin
- Saint Ailred

'Ellison's Orange' es origen de Desportes, nuevas variedades de manzana:
- Red Ellison's Orange[4]

## Usos
Una buena manzana de uso de postre fresca en mesa. También deliciosa cuando se hornea en albóndigas. Hace un jugo sabroso.

## Ploidismo
Diploide, auto estéril. Grupo de polinización: D, Día 13.

## Susceptibilidades
Muy susceptible al cancro. Resistente a la sarna del manzano al mildiu.